# کاوش حیدری
کاوش حیدری (انگلیسی: Kawash Haidari؛ زادهٔ ۱۰ مارس ۱۹۹۲) بازیکن فوتبال اهل افغانستان است.
از باشگاه‌هایی که در آن بازی کرده‌است می‌توان به باشگاه فوتبال عقابان هندوکش، باشگاه فوتبال شاهین آسمایی، و باشگاه فوتبال بازان سپین غر اشاره کرد.

## تیم ملی فوتبال ساحلی
وی همچنین برای تیم ملی فوتبال ساحلی افغانستان نیز بازی کرده‌است.